# Neottiella aphanodictyon
Neottiella aphanodictyon är en svampart som tillhör divisionen sporsäcksvampar, och som först beskrevs av Yosio Kobayasi, och fick sitt nu gällande namn av Dissing, Korf och Sivertsen. Neottiella aphanodictyon ingår i släktet Neottiella, och familjen Pyronemataceae. Arten är reproducerande i Sverige.